# Jonathan Montenegro
Jonathan Montenegro (Caracas, 11 de mayo de 1978) es un actor y cantante venezolano, naturalizado estadounidense, que fue miembro del popular grupo Menudo.

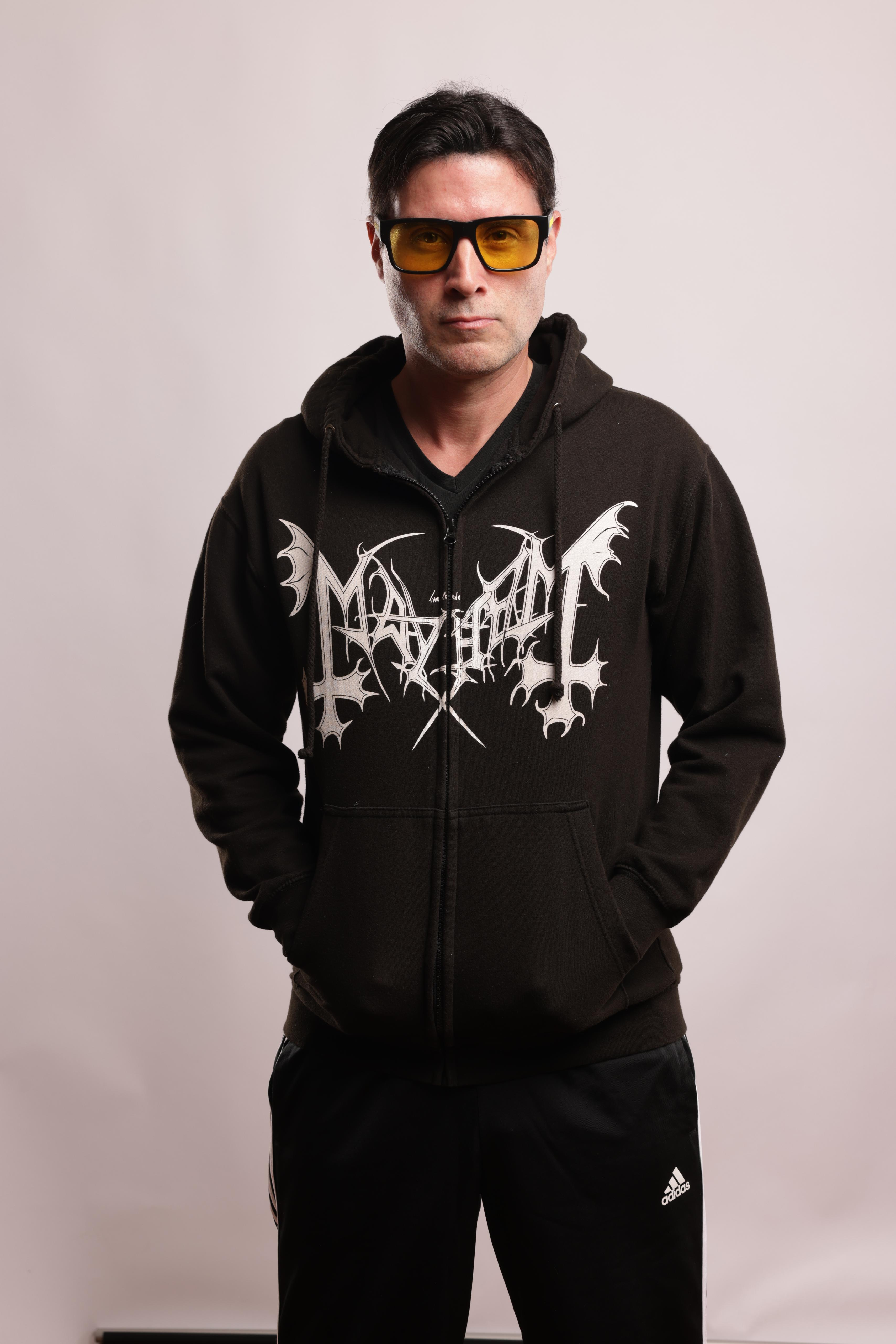

## Biografía
Jonathan Montenegro ha participado en el mundo del espectáculo desde pequeño, incluido el popular grupo Menudo donde duró un año, siendo uno de los pocos artistas venezolanos que ha permanecido en él durante sus distintas etapas: infantil, juvenil y adulta, no solamente como actor de televisión, sino también como actor de teatro, de cine y como cantante.

## Carrera

### Comienzos en el medio artístico
Inicio de un actor "Cincoañero"
Todo comenzó en 1984 cuando, con apenas 5 años de edad, Jonathan Montenegro y su abuela, Sarah Uzcátegui, se encontraban frente a la puerta de RCTV porque esperaban a la tía del niño, quien trabajaba en el ballet del Canal temporalmente. En una de esas tantas veces, el pequeño no dejaba tranquila a su abuela con la insistencia de querer ser actor, lo cual fue interpretado por la señora Sarah como uno de los típicos caprichos de cualquier niño de su edad; así que ella le pedía a Jonathan que se quedara tranquilo, que se dejara de inventos. Sin embargo, el pequeño se las ingenió para abrir la puerta del carro, correr hasta la recepción de RCTV y preguntarle a una de las recepcionistas que cómo podía hacer para convertirse en actor. Fue entonces cuando este personaje llegó al Departamento de Libretos y, de una manera muy espontánea e inocente, se presentó con nombre y apellido para luego finalizar con estas palabras: «Quiero ser actor... ¿Cómo hago?».
Fue así como Jonathan Montenegro ingresó a lo que hoy considera su casa: RCTV. Su primera participación en televisión la realizó en el famoso "Ciclo de Rómulo Gallegos", específicamente en los unitarios El análisis, protagonizado por Henry Zakka y Elba Escobar, y La ciudad muerta, protagonizado por Víctor Cámara. Después tuvo ocasión de participar en Rebeca, telenovela protagonizada por Tatiana Capote y Franklin Vírgüez. A partir de aquí, el pequeño actor realizó breves participaciones en telenovelas como La intrusa (1985) y Atrévete (1986).

### Sobre las tablas y en pantalla grande
En 1985, paralelamente a su carrera actoral en televisión, Jonathan incursionó en el género teatral, donde fue protagonista de obras infantiles como El fantasmita, El regalo del cielo y El botín escondido. No conforme con esto, debutó en el cine venezolano, pues participó en la película Más allá del silencio, donde tuvo la oportunidad de trabajar con la recordada actriz Doris Wells, quien era su madre en la historia. Seguidamente, fue seleccionado para un relevante papel infantil en el film De mujer a mujer.

### La dama de rosa, su gran escuela
Fue en el año 1986 cuando Jonathan Montenegro se dio a conocer formalmente como actor y comenzó a escalar cada vez más hasta convertirse en toda una estrella del mundo histriónico. Nos referimos al recordado Diego Suárez, personaje como protagonista infantil que realizó en la telenovela de gran éxito nacional e internacional: La dama de rosa, escrita por el recordado José Ignacio Cabrujas, y protagonizada por Jeannette Rodríguez y Carlos Mata.
Allí interpretó el papel del hijo de los protagonistas. Se trataba del pequeño Diego, personaje que se ganó el cariño y la admiración de los televidentes seguidores de esta historia dramática, y con el cual Jonathan Montenegro demostró su talento, carisma y todo lo que es capaz de hacer como artista. Tal y afirmó como el propio actor, su gran escuela se llamó La dama de rosa.

### Un chico realmente polifacético
Durante el año 1987, Jonathan Montenegro continuó desarrollándose en el cine con el cortometraje Ese es el rostro, mi amor, interpretando al hijo de Elba Escobar. Además, siguió progresando sobre las tablas al participar, conjuntamente con Juan Corazón, en musicales como Los Hokins y Entre perros y gatos, a la vez que realizaba algunos comerciales de televisión y modelaba para catálogos de ropa infantil.
Para 1988 regresa a la pantalla chica para participar en la telenovela Alma mía junto a Nohely Arteaga y Carlos Montilla; en ese mismo año volvió a la pantalla grande ya en calidad de protagonista en el film de Román Chalbaud Cuchillos de fuego culminando ese año de éxito en las tablas con la pieza El pequeño mago en el personaje estelar.

### 1989-1999 Años Inolvidables
A los 11 años de edad, fue seleccionado como actor invitado de diversas producciones dramáticas de RCTV, tal es el caso de El engaño, protagonizada por Gigi Zanchetta y Gabriel Fernández. Ese mismo año, Montenegro participa en una comedia de televisión, un programa de juegos, una mini-serie y otra telenovela. También es descubierto por Edgardo Díaz (mánager y creador del famoso grupo "Menudo"), ya que Jonathan hizo una participación especial en calidad de actor en la miniserie Los Últimos Héroes, para que años más tarde se convirtiera en el primer Menudo venezolano.
En 1990, Jonathan hace su debut en el cine italo-venezolano en la película Terranova junto al reconocido actor de Hollywood Antonio Banderas siendo en esta ocasión de mayor exigencia para Montenegro de tan solo 11 años de edad, ya que fue completamente en idioma italiano, con tan solo 3 meses de preparación para manejar el idioma. El 10 de diciembre de ese año, Montenegro firma con Menudo, convirtiéndose en el primer miembro sudamericano (siendo venezolano) del grupo. Se incorpora junto al mexicano Adrián Olivares, que se había convertido en el primer miembro "no puertorriqueño" de Menudo, viajando a países como Puerto Rico, República Dominicana, México, Brasil, Argentina, Chile, Uruguay, Colombia, Perú, Ecuador, Panamá, Costa Rica, El Salvador, Venezuela y Estados Unidos.
A causa de las drogas y el abuso sexual, el grupo Menudo se ve escandalizado durante el año 1991, Jonathan Montenegro deja el grupo, negándose a mencionar alguna razón concreta de por qué lo abandona, pero ya al momento de hacerlo, se había convertido en un ídolo adolescente en toda América Latina y en España, donde realiza una gira por Madrid, Barcelona,  Sevilla, Alicante, Málaga y Mellilla, por el gran impacto que causó la telenovela que había realizado en el año 1986, La dama de rosa. 
Jonathan pasa dos años en Venezuela después de eso, graba tres TV Movies para RCTV, El presagio, La Décima Víctima y Decide mi vida]] y la recordada serie La pandilla de los 7 en 1992 junto al cantante Servando Primera. En 1993 es parte del elenco en la telenovela Dulce ilusión. De 1994 a 1995, Montenegro deja el mundo del espectáculo periódicamente, centrándose en obtener su diploma de bachillerato y tomando clases de inglés en Memphis, Tennessee, Estados Unidos.
En 1996, ya con 18 años de edad, vuelve a las telenovelas, pero ya de la mano de Venevisión, siendo ahora esta planta televisiva quien lo lance como todo un ídolo juvenil y es con la telenovela Sol de tentación junto a Natalia Streignard y Miguel de León.
En 1997, Jonathan Montenegro se convierte legalmente en parte del canal de televisión Venevisión, en calidad de protagonista juvenil en la exitosa Contra Viento y Marea, del aclamado Leonardo Padrón junto a Ana Karina Manco y Guillermo Dávila. En el año siguiente, 1998, Montenegro obtuvo el personaje de "Alexander" un joven con problemas y drogadicto en la telenovela Samantha, recibiendo críticas positivas y un premio como "Mejor actor joven de televisión".
En 1999, Montenegro deja la actuación para convertirse en productor, una vez más, en la radio, comienza a producir Tu generación, un show musical de radio orientado hacia los fanáticos del heavy metal en Venezuela. El show estuvo en el aire hasta el año 2002.

### 2000-2018
En el 2000, regresa a RCTV, el canal que lo vio nacer como actor, donde reanuda la actuación en la telenovela Mis 3 hermanas, con Chantal Baudaux, siendo una de las parejas más relevantes de los últimos años en la televisión venezolana. Después de 14 años es retransmitida por Televen en el horario de las 2pm. Siendo esta novela de gran éxito en Venezuela en el año que fue transmitida originalmente y repitiendo la hazaña en su retransmisión, dejando muy claro y reafirmando que Jonathan Montenegro era la gran promesa como el galán de una nueva generación para el año 2000. En el año 2001 estudia cinematografía en la ciudad de Nueva York.
En 2002, participó en la telenovela Juana, la virgen como antagonista junto a Daniela Alvarado y Ricardo Álamo. Esta telenovela de RCTV tuvo un gran impacto internacional al ser vendida a más de 22 países, introduciéndose con gran éxito y por primera vez una telenovela venezolana en el exigente mercado brasileño.
Para el 2003, debuta como protagonista estelar con la telenovela La Cuaima, junto a Catherine Correia en RCTV.
En el 2004, Jonathan hace un "cameo" para la telenovela de gran éxito de Venevisión Cosita rica  en el capítulo final, junto a Marisa Román. 
En el 2006 Jonathan decide probar suerte en Puerto Rico participando como antagonista en la telenovela Dueña y Señora, protagonizada por Karla Monroig y Ángel Viera, basada en La Dueña, telenovela venezolana de José Ignacio Cabrujas y Julio César Mármol, producida por Cordial International, Inc. y Puerto Rico Vibra, Inc. para Telemundo de Puerto Rico.
Montenegro renuncia a ese proyecto por razones contractuales, entre otras irregularidades y regresa a su país natal, Venezuela. Y a menos de un mes de su regreso, fue llamado por Venevisión para protagonizar junto a la gran actriz Daniela Alvarado, la novela más exitosa de los últimos tiempos en Venezuela, como lo es: Voltea pa' que te enamores retransmitida 3 veces en el país (Venezuela) 2006-2007 por Venevisión en el horario de las 10:00 pm. y luego debido a los altos puntos de sintonía, pasó al horario estelar 9:00 pm. En el año 2011 por el canal por suscripción: Venevisión Plus y nuevamente por Venevisión en el horario estelar de las tardes (1:00 pm.) en el año 2014,  transmitida a más de 30 países. Voltea pa' que te enamores es ya una telenovela considerada por los venezolanos como todo un clásico. En 2007, paralelo a las grabaciones de Voltea pa' que te enamores, vuelve al teatro con las piezas Voltea pa' que me pintes y la obra infantil La bella durmiente y el príncipe valiente.
Para 2008 hace una pausa a las telenovelas y se da la oportunidad para participar en un programa de telerrealidad (reality show) y simultáneamente a un proyecto musical con Ex Menudos en la ciudad de Miami, como parte de la agenda de sus actividades ahora como cantante, tuvo que visitar con el grupo países como: El Salvador, Honduras, Panamá, Costa Rica, Paraguay, Puerto Rico, México, Canadá, Venezuela y ciudades como Los Ángeles, Nueva York, Dallas, Houston, Orlando, Miami, pero meses después renuncia al proyecto por diferencias con la gerencia del programa y de "XM2". 
En el 2009, retorna a su país y a su vez a las tablas con la pieza infantil La Caja Musical  y en ese mismo año a las pantallas, como protagonista principal, en esta ocasión con RCTV Internacional Libres como el viento  al lado de Laura Chimaras, original de Pilar Romero, marcando un precedente sin igual, ya que no solo cerraron de forma definitiva el canal, durante la transmisión del mismo, sino que no pudo (solo en Venezuela) ser visto el capítulo final de esa novela, un hecho y acto histórico para la televisión nacional venezolana.
En 2010, participó en la obra Yo con mi arte tengo, donde personificó a Johan, un joven pintor.
En 2011, subió nuevamente a las tablas, esta vez dando un giro de 360º a su carrera interpretativa, alejándose de los roles de galán a los que ha dado vida, por su porte y fisonomía, interpretando Mary Landa, un travesti que desea ansiosamente tener la oportunidad de irse del país. Se podría decir que ella representa la picardía, la alegría, la espontaneidad y la esperanza de un mejor futuro, en la comedia musical Se abrió la Jaula, que toma como punto de partida un pequeño cabaret que vivió su mayor esplendor en los recordados años 80.
En 2011, Jonathan estuvo en el musical Anastasia y la princesa Kira, junto a Emma Rabbe, Kiara, Astrid Carolina Herrera y otros grandes actores. También participó en las obras La Fiesta Del Fin Del Mundo y Magicus, El Bosque Reciclado.
En 2012 participó en las obras de teatro de la mano de Enrique Salas, Reflexiones con 3 de Ellos y nuevamente Se abrió la Jaula.
Durante el 2012 personificó a Pablo Naranjo, papel protagónico, en la exitosa telenovela del canal Venevisión Mi ex me tiene ganas, escrita por Martín Hahn.
Jonathan inició el año 2013 en las tablas con el aclamado personaje de Mary Landa junto a José Luis Useche, y Jean Carlo Simancas en la destacada obra Se abrió la Jaula en su cuarta temporada.
En 2014, Jonathan continuó en las tablas por varias ciudades de Venezuela con las obras "Se abrió la Jaula", "Divorciémonos cariño" y "El Sauna, un tercero entre los dos" (Un micro teatro).
Por primera vez dirige una obra para micro teatro Traicion-ables, escrita por Magly Bello con las actuaciones de Charyl Chacon, Rosanna Zanetti, Diana Aboujian, Marianne Suárez y Andrea Ferro.
Jonathan retornó al cine con una participación especial en la película Espejos del director César Manzano.
Además impartió talleres de actuación para televisión y teatro por todo el territorio nacional (Venezuela) y su gran pasión, como es el teatro con las piezas Se abrió la Jaula, Divorciémonos cariño y El Sauna, un tercero entre los dos (Micro teatro).
También produjo la comedia teatral Un café para los dos, dirigida e interpretada por su gran amigo José Luis Useche, junto a las actrices Juliet Lima y Carmen Alicia Lara.
Para finales de año 2014 inició la obra teatral Tres solteros y 1/2 donde no solo protagonizó, sino que también produjo junto al polifacético director y escritor de esta obra José Luis Useche y el talentoso Gabo López.
En 2015, Jonathan continuó en el teatro con la exitosa obra ¿Dónde está mi corona?
En 2015, firmó contrato con la cadena TC Televisión, y se unió al elenco la serie Los hijos de Don Juan, debido a sus múltiples compromisos con ese canal, el actor residió en la ciudad de Guayaquil, Ecuador.
Al finalizar esta serie, fue invitado a Panamá para participar en el unitario Prueba de fe, San Judas Tadeo.
2016 se convirtió para Montenegro en el año de su internacionalización oficial, puesto que ya reside finalmente en la ciudad de Miami y por ello, ha hecho de esta cede su comienzo o nueva etapa artística. El 27 de febrero de 2016, después de 25 años se reencontró con sus ex compañeros del grupo Menudo, para formar parte de la gira "MenudoManía Forever 2016-2017".  11 exintegrantes de las diferentes épocas de Menudo como de MDO, se dieron cita en el James L. Knight Center de Miami, para brindar un concierto muy conceptual, donde las distintas generaciones se entrelazaban musicalmente, contando con un éxito rotundo. Seguidamente a esto; se presentaron en el auditorio Telmex de Guadalajara, México el 6 de octubre; como también en el Auditorio Nacional de la Ciudad de México el 12 de octubre de 2016; este último con un lleno completo ante más de 10.000 personas, colocando su nombre entre los grandes de la música que han obtenido esa distinción por parte del público. 
La gira continuará en el 2017 incluyendo países como: Panamá, Costa Rica, Colombia, Ecuador, Perú, República Dominicana y Puerto Rico, entre otros. 
Paralelamente a sus compromisos como cantante, no dejó a un lado su conocida, extensa y exitosa carrera como actor. Tuvo dos temporadas en "El Paseo de las artes", situado en la ciudad de Miami, con la obra 3 Solteros & 1/2, escrita y dirigida por José Luis Useche.
A principios del 2017, en la ciudad de New York, participó en la obra El Último Apóstol, también escrita y dirigida por José Luis Useche, con quien compartió escena y la actriz venezolana Cristina Noya que también fue galardonada con el premio a mejor actriz. La obra de Useche El Último Apóstol, obtuvo el premio al segundo lugar como mejor producción teatral en el aclamado Festival de Teatro Hispano del Comisionado Dominicano de Cultura de New York, compitiendo contra otras 30 producciones teatrales.

## Vida privada
Jonathan Montenegro, a muy temprana edad, quedó huérfano de padre y madre y fue criado por su abuela y su tía materna. Con tan solo 7 meses de nacido, pierde a su progenitor de nacionalidad estadounidense, el 31 de diciembre de 1978. Tiempo después, en 1984, su madre también pierde la vida en manos del hampa en Caracas, Venezuela. Era tan solo un niño esta tragedia llamó a su puerta, ya que contaba con tan solo 6 años de edad.
Jonathan conoció a la actriz Juliet Lima, durante las grabaciones de la telenovela Juana la virgen en 2002, con quien procreó una hija, Antonella Alessandra, que nació el 11 de agosto de 2004. En el 2006, anunciaron su separación.
En 2008, se divorcia de la actriz Juliet Lima y al corto tiempo de esto contrajo matrimonio con la también actriz Patricia Schwarzgruber, cuya relación surgió desde que grabaron juntos la telenovela Voltea pa' que te enamores y de la que nació Sophia, el 18 de julio de 2010. Siendo una de las parejas de televisión más mediáticas y polémicas de los últimos tiempos. Para febrero de 2011, anuncia su separación de la también actriz Patricia Schwarzgruber y al poco tiempo, en el mes de agosto, los medios confirmaban que Jonathan mantenía una relación con la actriz Yelena Maciel a quien conoció durante la obra de teatro La fiesta del fin del mundo, con quien Montenegro contrajera matrimonio a través de un ritual Hare krishna. El 25 de septiembre de 2012, recibieron a una nueva integrante de su familia, su hija Emily Victoria Shanti. En agosto de 2014, confirma el término de su relación con la actriz Yelena Maciel.
Profundizando en el ámbito judicial por lo que ha tenido que atravesar Montenegro, en dos ocasiones y donde ha sido de interés público, los escándalos en los que se ha visto envuelto; su segunda esposa Patricia Schwarzgruber en 2011, lo denunció por "Violencia Psicológica" donde el Ministerio Publicó le sentenció un SOBRESEIMIENTO, liberándole de los cargos.
Años después, específicamente en 2014, su tercera pareja Yelena Maciel denunció por medio del Ministerio Público a Jonathan Montenegro, por "Violencia Psicológica” donde mediante un juicio que inició a principios del mes de junio de 2015 y culminó para finales del mes de agosto de ese mismo año, resultó una sentencia ABSOLUTORIA para el señor Jonathan Montenegro.
En 2017, Jonathan decide radicarse en el Estado de la Florida, Estados Unidos, buscando continuar con su crecimiento y sumar más méritos a su carrera como artista.
En abril de 2021, su pareja, Alejandra Torres anunció que estaban esperando un hijo. El 22 de junio nació su hijo, Nathan Daniel en Burbank.

## Telenovelas
| Año       | Telenovela                 | Papel                                                             |
| --------- | -------------------------- | ----------------------------------------------------------------- |
| 1984-1985 | Rebeca                     | Luisito                                                           |
| 1986-1987 | La Intrusa                 | Andrés                                                            |
| 1986      | Atrévete                   | Alberto                                                           |
| 1986-1987 | La dama de rosa            | Diego Suárez                                                      |
| 1988-1989 | Alma mía                   | Leonardo Andrés Peñalver                                          |
| 1990      | El engaño                  | Pablo                                                             |
| 1993      | Dulce ilusión              | Lalo                                                              |
| 1996-1997 | Sol de tentación           | Luis Alejandro Castillo Romero / Luis Alejandro Santalucía Romero |
| 1997      | Contra viento y marea      | Ignacio Guzmán Echeverría                                         |
| 1998      | Samantha                   | Alexander Hernández                                               |
| 2000      | Mis 3 hermanas             | Francisco Moreno                                                  |
| 2002      | La mujer de Judas          | Alejandro Gonzales                                                |
| 2002      | Juana, la virgen           | David Quintana                                                    |
| 2003-2004 | La Cuaima                  | Simón Alvarenga                                                   |
| 2004      | Cosita rica                | Oscar Moreno / Jorge Moreno                                       |
| 2006      | Dueña y Señora             | Carlos Alberto Peña                                               |
| 2006-2007 | Voltea pa' que te enamores | Luis Fernando García Malavé                                       |
| 2009-2010 | Libres como el viento      | Miguel Ángel Marino                                               |
| 2012      | Mi ex me tiene ganas       | Pablo Naranjo                                                     |
| 2015      | Los hijos de Don Juan      | Amír Santander                                                    |

## Unitarios y Series
| Año  | Título                                                       | Papel     |
| ---- | ------------------------------------------------------------ | --------- |
| 1984 | Ciclo de Rómulo Gallegos: "La Ciudad Muerta" y "El Análisis" | Pendiente |
| 1990 | Los últimos héroes                                           | Pendiente |
| 1991 | El presagio                                                  | Pendiente |
| 1991 | La décima víctima                                            | Pendiente |
| 1992 | La pandilla de los 7                                         | Santiago  |
| 1993 | Decide mi vida                                               | Jacobo    |
| 2017 | Prueba de fe                                                 | Armando   |

## Cine
| Año  | Título                    | Dirección           |
| ---- | ------------------------- | ------------------- |
| 1985 | Más allá del silencio     | César Bolívar       |
| 1986 | De mujer a mujer          | Mauricio Walerstein |
| 1986 | Ese es el rostro, mi amor | René Chamorros      |
| 1988 | Cuchillos de fuego        | Román Chalbaud      |
| 1990 | Terranova                 | Calogero Salvo      |
| 2014 | Espejos                   | César Manzano       |

## Teatro y Microteatro
| Año       | Obra                                      | Notas                                      |
| --------- | ----------------------------------------- | ------------------------------------------ |
| 1985      | El fantasmita y el botín escondido        | (Rol Protagónico)                          |
| 1985      | El regalo que vino del cielo              | (Rol Protagónico)                          |
| 1986      | Los Hokins                                | (Musical)                                  |
| 1987      | Entre perros y gatos                      | (Musical)                                  |
| 1988      | El pequeño mago                           | (Rol Protagónico)                          |
| 2007      | Por amor al arte                          | (Rol Protagónico)                          |
| 2007      | La Bella Durmiente y el Príncipe Valiente | (Rol Protagónico)                          |
| 2009      | La caja musical                           | (Rol Protagónico)                          |
| 2010      | Yo con mi arte tengo                      | (Rol Protagónico)                          |
| 2011      | Se abrió la jaula                         | (Rol Protagónico)                          |
| 2011      | Anastasia y la princesa Kira              | (Rol Protagónico)                          |
| 2011      | La fiesta del fin del mundo               | (Rol Protagónico)                          |
| 2011      | Magicus, El Bosque Reciclado              | (Rol Protagónico)                          |
| 2012      | Se abrió la jaula                         | (Rol Protagónico)                          |
| 2012      | Reflexiones con 3 de ellos                | (Dirección)                                |
| 2013-2014 | Se abrió la jaula                         | (Rol Protagónico)                          |
| 2014      | Divorciémonos cariño                      | (Rol Protagónico)                          |
| 2014      | El Sauna, un tercero entre los dos        | Micro teatro (Rol Protagónico)             |
| 2014      | Traicion-ables                            | Micro teatro (Dirección)                   |
| 2014      | Un café para los dos                      | Micro teatro (Producción)                  |
| 2014      | Tres solteros y 1/2                       | (Producción, Rol Protagónico)              |
| 2015      | Dónde está mi corona?                     | Micro teatro (Producción, Rol Protagónico) |
| 2016      | Tres solteros y 1/2                       | (Producción, Rol Protagónico)              |

## Música
| Año       | Grupo               | Rol        |
| --------- | ------------------- | ---------- |
| 1991      | Menudo              | Integrante |
| 2007-2008 | XM2                 | Integrante |
| 2016      | MenudoManía Forever | Integrante |

## Radio
| Año       | Programa                  | Rol                                                               | Estilo      |
| --------- | ------------------------- | ----------------------------------------------------------------- | ----------- |
| 1999-2002 | Tu Generación Hot 94.1 FM | Creador, Productor General, Coordinador de Estudio, Musicalizador | Heavy Metal |

## Videografía
| Año  | Trabajo para   | Clip                    | Detalles                       |
| ---- | -------------- | ----------------------- | ------------------------------ |
| 1988 | Toddy          | Comercial TV            | Actor - Participación Especial |
| 2011 | Bioshaft Banda | “The man´s masterpiece” | Actor - Participación Especial |

## Premios
Entre los premios y galardones que RCTV y otras instituciones, tanto nacionales como internacionales, le han otorgado a Jonathan Montenegro a modo de reconocer su amplia trayectoria, talento innato, dedicación al trabajo, entre otros aspectos positivos, están los siguientes:
| Año  | Premio                                               | Resultado | Categoría                                                                               | Notas                                                                |
| ---- | ---------------------------------------------------- | --------- | --------------------------------------------------------------------------------------- | -------------------------------------------------------------------- |
| 1987 | Dos de Oro                                           | Ganador   | Revelación Infantil del Año                                                             | "La Dama de Rosa"                                                    |
| 1987 | Superfans Revista Ronda                              | Ganador   | Mejor Actor Infantil                                                                    | "La Dama de Rosa"                                                    |
| 1987 | El Niño del Año Columna "Control Remoto"             | Ganador   | El Niño Del Año                                                                         | "La Dama de Rosa"                                                    |
| 1988 | Placa RCTV                                           | Ganador   | *                                                                                       | Invalorable Aporte en el Mundo del Espectáculo                       |
| 1989 | Botón de Oro                                         | Ganador   | *                                                                                       | 5 Años de Vida Artística                                             |
| 1991 | Premio Ronda                                         | Ganador   | *                                                                                       | Integrante del Grupo Menudo                                          |
| 1991 | La Palma de Oro                                      | Ganador   | Reconocimiento Especial                                                                 | Por el personaje Diego en "La Dama de Rosa" Barcelona-España         |
| 1996 | Premio Estímulo Nacional                             | Ganador   | Figura Juvenil del Año                                                                  | Cojedes                                                              |
| 1996 | Mara de Oro                                          | Ganador   | Actor Juvenil del Año                                                                   | *                                                                    |
| 1997 | Águila de Venezuela                                  | Ganador   | Mejor Actor Juvenil del Año                                                             | Zulia                                                                |
| 1998 | Mara de Oro                                          | Ganador   | Actor Juvenil del Año                                                                   | *                                                                    |
| 1998 | Condecoración Honor al Mérito en su Primera Clase    | Ganador   | Por Toda Su Trayectoria Artística \|\| Otorgada por la Gobernación del Distrito Federal |                                                                      |
| 1999 | Premio Nacional del Artista                          | Ganador   | Mejor Actor Joven de TV                                                                 | *                                                                    |
| 1999 | Réplica de la estatuilla Premio Nacional del Artista | Ganador   | Por sus 15 Años dentro del Mundo del Espectáculo                                        | Otorgada por la Presidenta de la Casa del Artista, Mirla Castellanos |
| 2000 | Botón de Oro                                         | Ganador   | Honor al Mérito y al Trabajo                                                            | Otorgada por la Alcaldía de Caracas                                  |
| 2007 | El Galardón                                          | Ganador   | Protagonistas del Año Masculino                                                         | Voltea Pa' Que Te Enamores                                           |
| 2008 | El Galardón                                          | Ganador   | Reconocimiento Trayectoria Artística                                                    |                                                                      |
| 2009 | El Galardón                                          | Ganador   | Mejor actor protagónico joven                                                           | Libres como el viento                                                |
| 2009 | El Galardón                                          | Ganador   | Mejor actor Teatro                                                                      | La Caja Musical                                                      |
| 2010 | El Galardón                                          | Ganador   | Galán de Telenovelas de la Década                                                       | Reconocimiento Especial otorgado por El Universo del Espectáculo     |